# Vosiūnai
Vosiūnai è un piccolo centro abitato del distretto di Ignalina della contea di Utena, nel nord-est della Lituania. Secondo il censimento del 2011, la popolazione ammonta a 29 abitanti. Si trova a 5 chilometri a est di Navikai e negli immediati pressi del confine con la Bielorussia. Il villaggio è situato sulla riva destra del fiume Dysna e ospita una chiesa in legno dedicata alla Vergine Maria (costruita nel 1921).
Assieme a Rimaldiškė, Vosiūnai risulta l'insediamento posizionato più a oriente dell'intero territorio lituano.